# Мейлах Михайло Борисович
Михайло Борисович Мейлах (нар. 20 січня 1945, Ташкент, УзРСР, СРСР) — радянський і російський літературознавець, філолог, поет і перекладач, фахівець з романської філології і новітньої російської літератури . Кандидат філологічних наук, доктор філософії (PhD). Один з авторів енциклопедії «Міфи народів світу».

## Біографія
Народився в евакуйованій до Ташкента сім'ї літературознавця Бориса Мейлаха (1909—1987).
Закінчив філологічний факультет Ленінградського університету (1967) і аспірантуру Ленінградського відділення Інституту мовознавства АН СРСР під керівництвом акад. В. М. Жирмунського . На основі кандидатської дисертації, захищеної в 1970 році, опублікував книгу «Мова трубадурів» (1975).
У 1970-ті роки — науковий співробітник ЛОІЯ АН СРСР . Дружив з Йосипом Бродським і відвідував його на засланні; в 2000-і роки написав про Бродського статтю для Великої російської енциклопедії.
Отримавши від Якова Друскіна врятовані ним рукописи Д. Хармса і А. Введенського, підготував ряд видань оберіутів, в тому числі, спільно з Володимиром Ерлем, перша збірка творів Хармса (Бремен, 1978, доповнене видання 1981).В 1983 році був арештований по звинуваченні в розповсюдженні антирадянської літератури, засуджений на 7 років позбавлення волі.
29.6.1983 в Ленінграді арештований Михайло Борисович Мейлах (р.1945)… М. Мейлах — кандидат філологічних наук, спеціаліст по романській філології і новітній російській літературі. Він автор статей про творчість А. Ахматової і редактор збірки творів А. Введенського і Д. Хармса, яких публікують за кордоном. Останнім часом добивався виїзду з СРСР. М. Мейлаху пред'явлено звинувачення за статтею 70 УК РСФСР. Следствие ведёт следователь КГБ В. В. Черкесов. Під час 10 — годинного обшуку, проведеного на квартирі М. Мейлаха при его аресті, вилучені книги А. Ахматової, О. Мандельштама, В. Набокова, богословські твори. 24—25.4.1984 в Ленінграді відбувся суд над Михайлом Мейлахом. Він звинувачувався за ст. 70 УК РСФСР в розповсюдженні книг, виданих за кордоном. Хоча під час слідства М. Мейлаху погрожували пред'явленням йому звинуваченням також і за кримінальними статтями, на суді вони не фігурували. М. Мейлах засуджений на 7 р. таборів строгого режиму і 3 р. заслання. Суд був відкритим: Передбачалося зробити процес показовим. Була запрошена телевізійна група, яка повинна була зняти фільм про процес і про «каяття». На суді М. Мейлах заявив, що бере назад всі раніше дані ним свідчення, і відмовився визнати себе винним і покаятися. Ленінградський лікар-психіатр Андрій Васильєв … відмовився давати свідчення. Після процесу він був заарештований на вулиці за звинуваченням в тому, що він «зірвав прапор». Пізніше він був засуджений до 4 м таборів посиленого режиму— Каким ты был, Таким ты и остался?
"Справі Мейлаха" була присвячена стаття: Молотков Г., Орлов Л. Тихі диверсанти: Документальний нарис // Зірка. 1985. № 3. С. 163—180 (другий автор статті — слідчий КДБ, який вів справу).
Відбував термін у колонії суворого режиму Перм-36, в ув'язненні переніс апендицит, який призвів до перитоніту, але був врятований лікарями районної лікарні в Чусовому . Звільнений з початком перебудови в 1987 році . Пізніше співпрацював зі створеним на базі колонії «Перм-36» музеєм-заповідником.
З початку 1990-х років живе переважно за кордоном. З 2002 року — професор Страсбурзького університету.
Публікував вірші в журналах «Знамя», «Континент», «Літературний огляд» і ін.
Став прототипом головного героя в романі Анатолія Наймана «Б. Б. та ін.» (1997); в 2003 році завдав ляпас Найману, звинувативши того в наклепі і втручанні в приватне життя .

### книги

#### Редактор, упорядник
- Мейлах М. Б. Мова трубадурів. — М .: Наука, 1975. — 239 с.
- Мейлах М. Б. Евтерпа, ти? Мистецькі нотатки. Бесіди з артистами російської еміграції. Том 1. Балет. — М .: Новий літературний огляд, 2008. — 765 с. — (Театральна серія). — ISBN 978-5-86793-629-7 .
- Мейлах М. Б. Евтерпа, ти? Мистецькі нотатки. Бесіди з російськими артистами в еміграції і в метрополії. Том 2. Музика. Опера. Театр і Десята муза. Образотворче мистецтво. — М .: Новий літературний огляд, 2008. — 960 с. — (Театральна серія). — ISBN 978-5-86793-846-8 .
- Мейлах М. Поэзия и миф: Избранные статьи. — М. : Языки славянских культур, 2017. — 1056 с. — (Studia philologica) — ISBN 978-5-944-57-322-3.

- Жизнеописания трубадуров / Изд. подг. М. Б. Мейлах. — М. : Наука, 1993. — 736 с. — (Литературные памятники) — ISBN 5-02-011530-4.
- Поэзия и живопись: Сборник трудов памяти Н. И. Харджиева / Составление и общая редакция М. Б. Мейлаха и Д. В. Сарабьянова. — М. : Языки русской культуры, 2000. — 845 с. — (Язык. Семиотика. Культура) — ISBN 5-7859-0074-2.